# Eurema andersonii
Eurema andersonii ou capim-amarelo-de-anderson, é uma pequena borboleta da família Pieridae, isto é, as amarelas e brancas, que é encontrada na Índia e em outras partes da Ásia.

## Subespécies e distribuição
Subespécies são:
- E. um. andersoni (Moore, 1886) Península da Malásia, em Langkawi, Singapura, Sumatra, Bornéu, Tailândia e Indochina
- E. um. godana (Fruhstorfer, 1910) Taiwan
- E. um. udana (Fruhstorfer, 1910) Java Ocidental
- E. um. ormistoni (Watkins, 1925) Sul da Índia
- E. um. anamba (Corbet & Pendlebury, 1932) Anambas
- E. um. evansi (Corbet & Pendlebury, 1932) Andaman
- E. um. jordani (Corbet & Pendlebury, 1932) Sikkim e Butão
- E. um. konoyi (Morishita, 1973) Palawan
- E. um. nishiyamai (Shirôzu E Yata, 1981) Nias
- E. um. kashiwaii (Shirôzu E Yata, 1981) Sumba
- E. um. sadanobui (Shirôzu E Yata, 1982) , Tailândia, Laos, Camboja, sul do Vietname, e sul de Yunnan
- E. um. albida (Shirôzu E Yata, 1982) Bornéu (Sarawak)
- E. um. shimai (Yata & Gaonkar, 1999) sul da Índia[6]